# Mientras la tierra gira
Mientras la tierra gira es una recopilación de cuentos publicados por el autor, José Luis Sampedro, desde 1945 hasta 1991.
El conjunto lo forman treinta y dos cuentos que se dividen en tres grupos, según un criterio cronológico y también según una línea temática.

## Contenido

### Primer grupo
El primer grupo recuerda al realismo social español de los años 50, con protagonistas de las clases bajas, en general, campesinos, que reflejan una vida dura y triste.
- La sombra de los días (1945). Una compañía de soldados llega a un pueblecito en un día de fiesta.
- Etapa (1945). Un camión lleno de soldados llega a una aldea, donde la guerra ha dejado a la gente sin recursos.
- Trayecto final (1945). Durante la Guerra civil española, un alférez provisional busca transporte para un traslado. Lo encuentra en un viejo camión. El destino, que le fue propicio en el frente de batalla, no lo será en su último viaje.
- La sierva y el ángel (1945). Una moza de mesón muere de un extraño mal antes de la treintena.
- Un día feliz (1946). Un modesto y fiel funcionario celebra las bodas de plata de su matrimonio. Como sus superiores no le conceden un día de permiso, decide fingirse enfermo, pero entonces cae enfermo de verdad.
- El tratado con Laponia (1945). Un funcionario recibe un delicado encargo de orden internacional, que ejecuta con eficiencia. Por ello, espera recibir una gratificación extraordinaria, pero el director de su departamento le premia de otro modo.
- La felicidad (1947). Un vagabundo llega a una casa de campo. La dueña de la casa le ofrece ayuda, pero es él quien se la da desinteresadamente.
- El agostero (1947). Un escritor que quiere escribir sobre un tema rural, se coloca de «agostero», es decir de labrador que ayuda en la recolección durante el verano.
- Una visita (1947). Un matrimonio urbano recibe la visita de los padres de una antigua criada y ahijada suya, metida en problemas.
- El buen pan (1947). Un generoso campesino salva la situación de extrema sequía que padecen sus vecinos.
- Tormenta en el campo (1947). Una tormenta descarga con fuerza sobre los campos sembrados. Los campesinos salen a evaluar los daños.
- Gregorio Martín (1947). Un jornalero, querido por todos, ve truncada su vida por la tuberculosis.

### Segundo grupo
El segundo grupo tiene un tono un poco más filosófico e intelectual, con algunos enfoques o historias irónicas.
- La noche de Cajamarca (1949). Una partida de conquistadores españoles envía una embajada ante el Inca.
- Viajero (1949). Un hombre tiene que entregar un mensaje y no encuentra a su destinatario.
- Arca número dos (1951). Cuento futurista, en el que Nohé es un nuevo Noé, encargado de salvar la vida en la Tierra
- Junto a la ventana (1951). R mira por la ventana y espera noticias de la operación a que están sometiendo a su tía, una señora rica, a la que espera heredar.
- Fantasía de Año Nuevo (1951). El año se acaba. En el calendario de taco, después de la hoja del 31 de diciembre aparece una hoja en blanco. ¿Un error sin importancia? ¿O algo más interesante?
- Un puñado de tierra (1951). Una conversación en busca del mundo verdadero.
- El hombre fiel (1952). El último hombre que queda en una aldea destruida se resiste a abandonarla.
- La isla sumergida (1957). En busca de una isla de la Polinesia.
- Un caso de cosmoetnología: la religión hispánica (1959). Un extraterrestre llega a España para estudiar la situación de la religión.
- La bendición de Dios (1961). En un año de espléndida cosecha los campesinos también se quejan.
- Sabiduría sufí (1972). Un mendigo busca en un maestro sufí la respuesta de quién es el más sabio.
- El llanto de la llave perdida (1972). Un paseante oye el llanto de un niño dentro de un viejo castillo.

### Tercer grupo
El tercer grupo, el de fechas más recientes, es un poco más heterogéneo y más acorde a la mentalidad o idea de la posmodernidad. El tono es algo pesimista y más contagiado del cinismo contemporáneo. La crítica suele ser un poco más ácida y desesperanzada
- Ebenezer (1974). El gato es el rey de la casa.
- Aquel instante en Chipre (1979). Una terrorista prepara un atentado con bomba.
- En la misma piel del tigre (1964). Un policía ansioso de hacer justicia.
- A Erika (1982). Amor fetichista.
- Divino diván (1982). Memorias eróticas de un diván.
- La Mortitecnia, industria de Occidente (1983). Una industria americana.
- Felisa (1989). Una estudiante de psiquiatría fracasa en un caso práctico.
- Iniciación (1991). Tres amigas se cuentan sus intimidades.